# Бербериан, Кэти
Кэти Бербериан (англ. Cathy Berberian, собственно англ. Catherine Anahid Berberian; 4 июня 1925, по другим сведениям — 1925, Эттлборо, Массачусетс, США — 6 марта 1983, Рим) — американская певица (меццо-сопрано) и композитор армянского происхождения.

## Биография
В 1927 семья Берберян (или Берберовых, как они иногда именовались на русский манер), которая до того прибыла из Армении, перебралась в Нью-Йорк. Кэти изучала танцевальное, актёрское и оформительское искусство в Колумбийском и Нью-Йоркском университетах. После 1942 по стипендии училась музыке в Париже и Милане, где прекрасно освоила французский и особенно итальянский. В 1950—1966 была замужем за итальянским композитором Лучано Берио. Как певица дебютировала в 1957 в Неаполе, в 1960 — в США.

## Творческие связи
Выступала на концертах совместно с итальянским композитором-авангардистом Лучано Берио, также исполняя его произведения. Ей посвящали сочинения и для её голоса писали Берио («Тема. Посвящается Джойсу», «Круги», «Сольный концерт для Кэти»), Стравинский («Памяти Дж. Ф. К.»), Джон Кейдж, Анри Пуссёр, Сильвано Бусотти, Х. В. Хенце, Луи Андриссен и другие крупнейшие представители авангарда XX в. Кроме того, Кэти Бербериан исполняла сочинения К.Монтеверди («Орфей», «Коронация Поппеи», мадригалы), К.Дебюсси, Ж.Оффенбаха, Э.Сати, Дж. Гершвина, Д.Мийо, Л.Ноно, Б. Мадерны, К.Вайля, армянские народные песни и даже записала пластинку с иронически обработанными в стиле барокко песнями группы «Битлз», которая до сих пор остается популярной.

## Память
- В 2003 Анри Пуссёр написал микрооперу для женского голоса и кларнета «Rossignolade» памяти певицы и Лучано Берио.

## Сочинения
Из её собственных произведений наиболее известна «Стрипсодия» для голоса соло (1966).